# Natuurpark Tamadaba

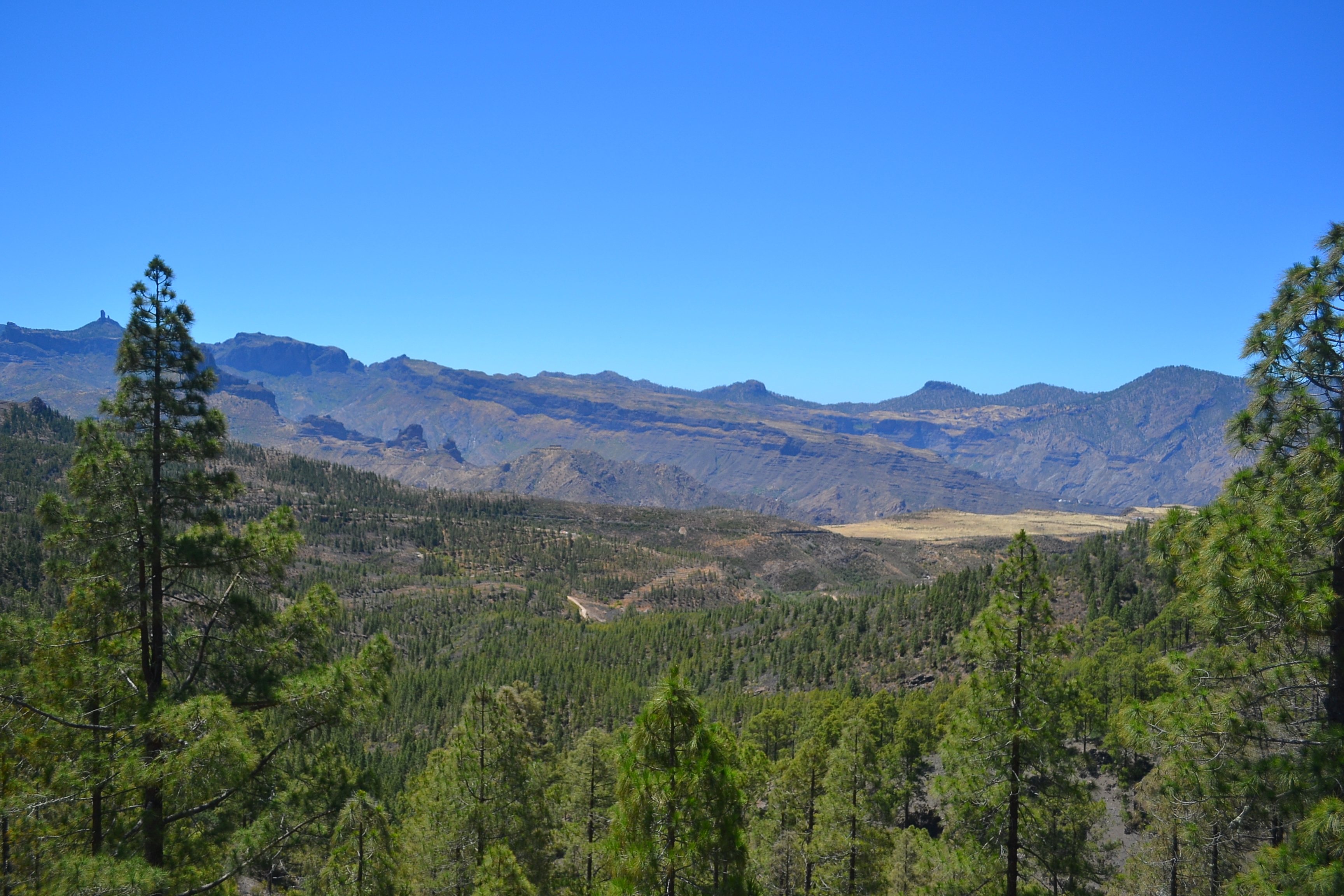

Het Natuurpark Tamadaba (Spaans: Parque natural de Tamadaba) is een natuurpark op Gran Canaria (Canarische Eilanden) in Spanje. Het natuurpark werd opgericht in 1987 en is 7538,6 hectare groot. Het natuurpark omvat kustlijn, bergen en bossen van Canarische den.